# 8 messidor
8 prairial 8 thermidor
L'octidi 8 messidor, officiellement dénommé jour de la échalote, est le 278e jour de l'année du calendrier républicain.
C'était généralement le 26e jour du mois de juin dans le calendrier grégorien.

## Événements
- An II : 26 juin 1794
  - l'armée française de Jourdan remporte la victoire sur les troupes britanno-hollandaises à Fleurus.